# Sphenomorphus jagori
Sphenomorphus jagori е вид влечуго от семейство Сцинкови (Scincidae). Видът не е застрашен от изчезване.

## Разпространение и местообитание
Разпространен е във Филипини.
Обитава градски и гористи местности и плантации.

## Описание
Популацията на вида е стабилна.